# Péterffiho palác
Péterffiho palác je pozdněbarokní, řadový městský palác na Ventúrské ulici č. 18 ve Starém Městě v Bratislavě.
Je to národní kulturní památka č. NKP 59/0, číslo popisné je 278. Byl postaven koncem 18. století a jeho změny se datují do poloviny 19. století a 80. let 20. století. Půdorys je 4-křídlý, uzavřený, má 4 podlaží a 1 podzemní podlaží. Za kulturní památku byl vyhlášen 23. října 1963.